# .va
.va is de internettopleveldomeinlandcode (ccTLD) van Vaticaanstad. Het wordt beheerd door het Internetkantoor van de Heilige Stoel. Het is sinds 1995 een actief domein en particulieren kunnen geen domein registreren. Het internetdomein wordt ook alleen gebruikt voor de officiële websites van het Vaticaan en de Heilige Stoel:
- www.va
- www.vatican.va
- www.pcf.va
- www.photo.va
- benedettoxvi.va
- sistinechapel.va
- www.vaticanstate.va
- www.osservatoreromano.va
- www.news.va
- www.vaticannews.va

Er zijn geen subdomeinen bekend.
De name- en mailservers binnen het .va-topleveldomein zijn:
- john.vatican.va (DNS en e-mail)
- michael.vatican.va (DNS)
- paul.vatican.va (e-mail)
- lists.vatican.va (e-mail)
- webmail.mailservice.va (e-mail)
- ossrom.va (e-mail)